# Lago Iro
Il lago Iro è un lago dell'Africa centrale.

## Posizione
Il lago, solo temporaneamente pieno d'acqua, si trova in un delta interno nella regione di Moyen-Chari, nel Ciad sud-orientale. Il lago Iro si trova a circa 387 metri sul livello del mare e si estende in media su una superficie di circa 100 km². Le sponde del lago sono ricoperte da vegetazione erbacea.

## Importanza ecologica
La regione in cui sorge il lago è poco popolata, ma esso costituisce un importante centro di pesca. Ogni anno vengono pescate 1000 tonnellate di pesce nel lago e nelle pianure alluvionali adiacenti del Salamat. Dal 2006 il lago Iro fa parte dell'area Ramsar Plaines d'inondation des Bahr Aouk et Salamat: di importanza transnazionale, è una delle più grandi aree protette di questo tipo al mondo.

## Idrologia
Nei mesi estivi e autunnali, è alimentato dal ramo orientale del Salamat, che si biforca sette chilometri a sud-ovest del lago. Il lago si trova circa 100 chilometri a nord del confine con la Repubblica Centrafricana. È di forma quasi ovale, lungo 15 chilometri e largo 7. Durante i periodi di siccità più lunghi il lago può prosciugarsi completamente.